# Atletismo nos Jogos Pan-Americanos de 2003 - 400 m com barreiras masculino
A final dos dos 400 m com barreiras masculino nos Jogos Pan-Americanos de 2003 foi realizada em 6 de agosto de 2003, com as eliminatórias realizadas no dia anterior. Félix Sánchez estabeleceu um novo recorde dos Jogos Pan-Americanos, com o tempo de 48.19 segundos.

## Calendário
| Data        | Fase          |
| ----------- | ------------- |
| 5 de agosto | Eliminatórias |
| 6 de agosto | Final         |

## Medalhistas
| Ouro   | DOM Félix Sánchez  |
| Prata  | USA Eric Thomas    |
| Bronze | JAM Dean Griffiths |

## Recordes
Recordes mundial e pan-americano antes da disputa dos Jogos Pan-Americanos de 2003.
| Tipo                             | Atleta             | Tempo | Local     | Data                |
| -------------------------------- | ------------------ | ----- | --------- | ------------------- |
|                                  | Kevin Young        | 46.78 | Barcelona | 6 de agosto de 1992 |
| Recorde dos Jogos Pan-Americanos | Eronilde de Araújo | 48.23 | Winnipeg  | 28 de julho de 1999 |

## Resultados
| Posição | Atleta                 | Eliminatórias | Eliminatórias | Final |
| Posição | Atleta                 | Tempo         | Posição       | Tempo |
| ------- | ---------------------- | ------------- | ------------- | ----- |
| 1       | DOM Félix Sánchez      | 48.99         | 2             | 48.19 |
| 2       | USA Eric Thomas        | 48.91         | 1             | 48.74 |
| 3       | JAM Dean Griffiths     | 49.08         | 3             | 49.35 |
| 4       | MEX Oscar Juanz        | 50.31         | 7             | 50.28 |
| 5       | USA Regan Nichols      | 50.01         | 5             | 50.31 |
| 6       | CUB Sergio Hierrezuelo | 50.37         | 8             | 50.34 |
| 7       | CAN Adam Kunkel        | 50.00         | 4             | 50.43 |
| 8       | BRA Eronilde de Araújo | 50.21         | 6             | 51.19 |
|         |                        |               |               |       |
| 9       | DOM Miguel García      | 50.89         | 9             |       |
| 10      | BAH Douglas Lynes-Bell | 51.12         | 10            |       |
| 11      | GRN Shane Charles      | 51.15         | 11            |       |
| 12      | BIZ Michael Aguilar    | 51.55         | 12            |       |
| 13      | VIN Fitz Allan Crick   | 51.83         | 13            |       |
| 14      | BAH Damarius Cash      | 53.54         | 14            |       |
| 15      | HON Jonnie Lowe        | 54.40         | 15            |       |